# Ratlou Local Municipality
Ratlou (englisch Ratlou Local Municipality) ist eine Lokalgemeinde im Distrikt Ngaka Modiri Molema der südafrikanischen Provinz Nordwest. Der Verwaltungssitz der Gemeinde befindet sich in Setlagole. Zur Gemeinde gehören 24 Ortsteile. Die Bürgermeisterin ist Elizabeth Phaedi.

## Städte und Orte
- Botshabelo
- Disaneng
- Kraaipan
- Madibogo
- Setlagole

## Bevölkerung
Im Jahr 2011 hatte die Gemeinde 107.339 Einwohner in 26.889 Haushalten auf einer Gesamtfläche von 4883,65 km². 2016 wird die Einwohnerzahl mit 106.108 angegeben.
Die demografische Zusammensetzung der Einwohner ist laut Volkszählung 2011:
| Ethnien  | Einwohnerzahl | Anteil in % |
| -------- | ------------- | ----------- |
| Schwarze | 105.414       | 98,2        |
| Weiße    | 802           | 0,75        |
| Coloured | 750           | 0,7         |
| Asiaten  | 227           | 0,2         |
| andere   | 145           | 0,14        |

Wichtigste Sprache ist Setswana, die von 87,9 Prozent der Bevölkerung gesprochen wird. Größte Minderheitensprachen sind:  Sesotho (3,7 Prozent), Englisch (2,0 Prozent), Afrikaans (1,3 Prozent), isiXhosa (1,9 Prozent).